# ミスタードーナツDS
『ミスタードーナツDS』（ミスタードーナツディーエス）は、日本コロムビアから2010年12月9日に発売されたニンテンドーDS用ゲームソフト。あこがれガールズコレクションシリーズの第5弾。ミスタードーナツでのアルバイトをミニゲームで体験する女の子向けのアドベンチャーゲーム。

## 登場人物
店長さん

まつだ さとし

あゆかわ くみ

なかの さき

おおた ごろう